# تفرجگاه ولژسکایا

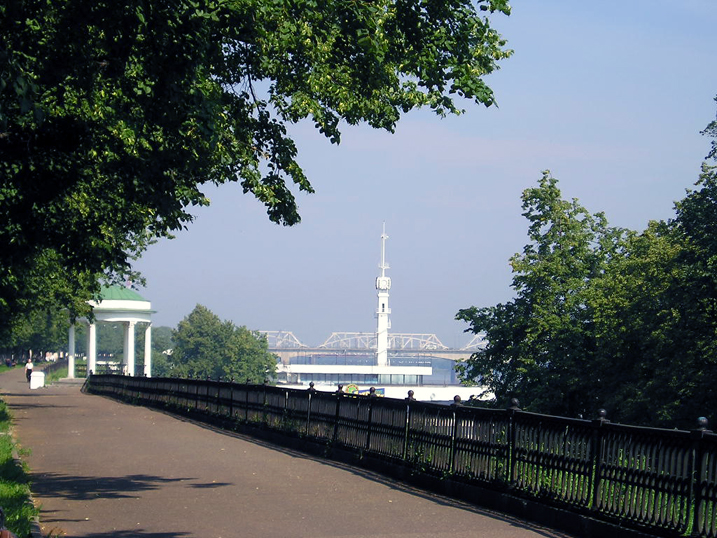

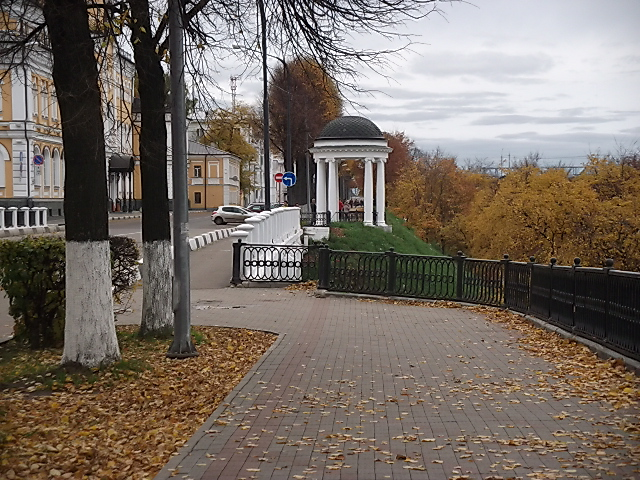

تفرجگاه ولژسکایا (به روسی: Волжская набережная) یا ولژسکایا نابِرژنایا — نابِرژنایا در ساحل راست ولگا در بخش مرکزی شهر یارسلاول. این نابِرژنایا بین کوتوروسل‌نایا نابِرژنایا و پل نیکولایفسکی قرار دارد. شماره‌گذاری خانه‌ها از سمت کوتوروسل‌نایا نابِرژنایا شروع می‌شود.
در ابتدای طبقه پایین نابِرژنایا، پارک استریلیا قرار دارد.

## تاریخچه
در قرن یازدهم در نقطه اتصال ولگا و کوتوروسل، کرمول یارسلاول ساخته شد و در ۲ کیلومتری شمال‌تر، در ساحل ولگا، صومعه پتروفسکی قرار گرفت. بین این دو، شهر و حومه‌ها گسترش یافتند و تا قرن شانزدهم تمام طول نابِرژنایا امروزی را دربر گرفتند. کلیساهایی که در امتداد نابِرژنایا ساخته شده بودند - کلیسای مادر خدا، کلیسای ایلیینسکو-تیکونوفسکایا، کلیسای بوریس و گلب، کلیسای نیکولاس، کلیسای کریستولوجیکا، کلیسای بشارت و کلیسای پتر و پاول، که در قرن‌های یازدهم تا سیزدهم ساخته شدند. در قرن هفدهم، خانه‌های مسکونی سنگی و سازه‌های دفاعی در نابِرژنایا ساخته شدند و تمامی کلیساها به سنگ بازسازی شدند؛ از بناهای آن زمان، کاخ‌های میتروپولیچی، برج ولژسکایا و کلیسای بشارت به جای مانده‌اند.
آلاچیق کنار پل میاکوشکین
اولین تلاش‌ها برای تقویت نابِرژنایای ولگا در سال ۱۷۵۷ صورت گرفت: به صومعه‌ها دستور داده شد که سنگ جمع‌آوری کنند، اما تنها در نزدیکی خانهٔ اسقف در استریلیا، ساحل تقویت شد. در زمان تجدید ساخت شهر بر اساس طرح منظم در سال ۱۷۷۸، خط ساختمان نابِرژنایا از ساحل فاصله گرفت و صاف شد، و نابِرژنایا به‌طور چشمگیری گسترش یافت.
در سال ۱۸۲۳، امپراتور الکساندر اول یارسلاول را بازدید کرد و از وضعیت ناتمام ساحل ولگا دیدن کرد و درخواست فرماندار الکساندر بدزاروف را برای اختصاص منابع به تقویت ساحل در حال شسته شدن توسط سیلاب‌های ولگا و ساخت نابِرژنایا از استریلیا تا کلیسای پتر و پاول در پل پیاتیتسکی، پذیرفت. برای این کار امپراتور ۲۰ هزار روبل اختصاص داد. کارهای اصلی از ماه مه ۱۸۲۵ تحت سرپرستی مهندس هرمس آغاز شد. طبق پروژه، شیب‌ها هموار شده و با خاک پوشانده شدند، قسمت پایین آن‌ها با سنگ‌های بتونی تقویت شد. برای این کار حدود ۱۱۳٬۲۰۰ متر مکعب خاک از ساحل چپ رودخانه و جزیره پایین (برای حمل آن ۸۳۶ کشتی و بارج مورد نیاز بود) وارد شد. همچنین ۱۷٬۵۰۰ متر مکعب سنگ بتونی استفاده شد (این سنگ‌ها به صورت رایگان توسط تمامی کشتی‌های تجاری که به یارسلاول می‌رسیدند، حمل می‌شد) و حدود ۳۵٬۰۰۰ متر مکعب خزه نیز مصرف شد. نابِرژنایا با نرده‌های آهنی تزئین شد که در سال ۱۸۳۱ به جای حصار چوبی نصب شد (برای تمامی این کارها، نیکولای اول ۷۰٬۰۰۰ روبل دیگر تخصیص داد). همچنین درختان گل‌لی‌زاک در امتداد نابِرژنایا کاشته شدند و پل ولگا، پل سمیونفسکی و پل وزدویژنسکی بر روی دره‌های هم‌نام ساخته شدند. کارهای اصلی در نابِرژنایا ولگا و بخشی از ساحل کوتوروسل در ژوئن ۱۸۳۵ به پایان رسید. در دهه ۱۸۴۰، در ولژسکایا نابِرژنایا آلاچیقی ساخته شد که تبدیل به یکی از نمادهای شهر شد.